# Jonathan Del Mar
Pour les articles homonymes, voir Del Mar.
Jonathan Del Mar (7 janvier 1951 à Londres) est un musicologue et un chef d'orchestre britannique.

## Biographie
Jonathan Del Mar a également été chef d'orchestre. Il a remporté une bourse de musique à Christ Church, Oxford, et a poursuivi ses études au Royal College of Music. En 1976, il a été invité par Franco Ferrara à participer au cours international de chef d'orchestre de Venise, et il a ensuite étudié avec Kirill Kondrachine aux Pays-Bas. Il a remporté des prix au Imperial Tobacco International Conductors Award (1978), au Nicolai Malko Competition (1980) et au First Leeds Conductors Competition (1984).

## Musicologie
Son père est le chef d'orchestre Norman Del Mar (1919–1994) qui a publié le manuel Anatomy of the Orchestra, mais aussi pour une compilation de corrections d'erreurs d'impression dans les partitions des grands maîtres, publiée en 1981 sous le titre Orchestral Variations. Confusion et Error in the Orchestral Repertoire.
Ses recherches sur les symphonies de Beethoven ont commencé en 1984. Del Mar a commencé à éditer les neuf symphonies chez Bärenreiter. En décembre 1996, la partition de la Neuvième Symphonie a été publiée, attirant l'attention de la presse. La publication des nouvelles éditions des symphonies de Beethoven a été terminée en 2000 avec la septième symphonie.
Del Mar a recherché et consulté toutes les sources disponibles contenant des informations sur les intentions de Beethoven : manuscrit original, partitions des copistes que Beethoven a corrigées, premières éditions dont il a corrigé les épreuves. Certains autographes qui se trouvaient dans la bibliothèque de Berlin, ont été considérés comme perdus après la guerre jusqu'en 1977, lorsqu'ils ont fait surface en Pologne.
Roy Goodman a été le premier chef d'orchestre à utiliser les corrections de Del Mar, suivi de Sir Charles Mackerras en 1991, de Sir John Eliot Gardiner en 1992 et de Claudio Abbado en 1996.
Del Mar a continué à créer des éditions Urtext de nombreuses autres œuvres de Beethoven pour Bärenreiter : concertos, œuvres pour violoncelle, quatuors à corde.
La publication des sonates pour piano a pris trois ans. Il a fallu étudier près de cent sources dans treize bibliothèques, ce qui a nécessité treize voyages à l'étranger.